# Ернст Гас (веслувальник)
Ернст Гас (27 липня 1908 — ) — швейцарський академічний веслувальник.
Срібний призер Олімпійських Ігор 1928 року в складі розпашної четвірки зі стерновим.
Срібний призер Чемпіонату Європи 1927 року в складі вісімки.